# Piratradio i Sverige
Piratradio i Sverige har funnits sedan 1952. Den veterligt första piratradiostationen i Sverige var "Black Peter" som sände våren 1952 från Lomsjö i Västerbotten. Det var två bröder som sände på kortvåg, på 80-m-bandet, och det valda våglängdsområdet bidrog till att ge stor täckning för sändningarna. På den tiden var nästan alla vanliga radiomottagare utrustade med kortvåg, och radiolyssnarna var vana att leta på våglängdsbanden. Därför kunde sändningarna nå en inte obetydlig del av lyssnarna i Sverige, inte minst blev lyssnarna intresserade att testa mottagningen sedan tidningarna hade börjat skriva om den mystiske "svartsändaren". Bröderna sände med den påhittade anropssignalen SM3BP, där BP bokstaverades Black Peter. Utöver mikrofon hade de även anslutit en grammofon till sändaren, och spelade mycket musik. Polisen och telegrafverket fångade in dem efter en rafflande jakt som pågick en längre tid.
Exempel på mer professionella svenska piratradiostationer var de fartygsburna, där idén att sända radio från fartyg inleddes med det danska Radio Mercur, som från det lilla sändarfartyget Cheeta i Öresund med sändningar riktade mot Köpenhamn med sändningspremiär den 2 augusti 1958. Från sändarfartyget var läget även idealiskt för sändningar riktade till den svenska sidan av Sundet. Eftersom de danska ägarna inte trodde att de skulle ha så mycket lyssnare mitt på dagen och på tidiga eftermiddagar hade de sändningsuppehåll då. Landskronabon Nils-Eric Svensson hade en annan uppfattning om möjligheterna att framgångsrikt få lyssnare under de timmarna, och han lyckades genomdriva ett avtal att som inhyrd gäst på deras fartyg rikta sändaren mot Skåne under de timmar när de inte sände några program. Dessa sändningar på svenska fick sin premiär den 14 december 1958 under namnet Skånes Radio Mercur och blev en stor lyssnarframgång. Tre och ett halvt år senare, under våren 1962, namnändrades stationen till Radio Syd, efter att Britt Wadner övertagit sändarfartyget från danskarna, och ledningen för stationen från Nils-Eric Svensson.
Den mest kända svenska radiopiraten blev Radio Nord, som startade i mars 1961 från Stockholms skärgård, och deras sändare kunde höras med bra kvalité över mellersta Sverige från Kalmar i söder och upp till Gävle i norr. Radio Nord fick stort genomslag med större lyssnarsiffror än Sveriges Radio inom sändarens täckningsområde, och det stiftades en särskild förbudslag som publikt gick under benämningen Lex Radio Nord, som klubbades igenom i riksdagen under våren 1962. Den tvingade Radio Nord att upphöra, vilket skedde vid midnatt den 30 juni 1962, och det danska Radio Mercur upphörde med sändningarna den 31 juli 1962 vid midnatt, men för Radio Syd förelåg förutsättningar för en helt annan tolkning av lagens text, och för dem fortsattes sändningarna till januari 1966.

## 1970–80-tal
På 1970-talet förekom en del piratradiosändningar, till exempel Radio 88, "Sommarpiraten", "Radio 98" och Radio FM i Stockholmsområdet. Mest känd blev Radio 88 på 88 MHz. Många piratsändningar var inspelade och piraterna monterade sedan en bandspelare, sändare, antenn och batteri på olika platser från vilka de sände. Efter närradions införande 1979 lockades många av dem som förut sysslat med piratsändningar över till att sända helt lagligt i närradion. Men det fanns också många som inspirerades av favoriterna inom närradions musiksändande föreningar, och som gav piratradion en ny popularitet under första halvan av 1980-talet, och antalet pirater har aldrig varit så stort som under denna period. Mest aktiva av dessa var (1980) "Radio FM", "Frasses Radiostation" och "Radio Gnorf". Från 1981 "Radio Snake", "Radio Spezzial" och 1982 "Radio SOS", "Radio Frequent", "Radio Flash", "Radio Show", "Radio PRM", "Radio Pirat", "Radio Frizco", och från 1985 "Radio 105", samt "Radio Öresund" och "Duncan Radio"  från småländska Ljungby, som fortsatte sända fram till 1989. Efter detta årtal blev det betydligt mer tunnsått med FM-pirater i Sverige.
Andra platser där det också förekom piratradiosändningar innan närradion infördes var till exempel Helsingborg, där frekvenserna runt 102 MHz ofta användes. Även sändningar på kortvåg och mellanvåg förekom. En del sändningar, däribland mellanvågssändningarna, skedde ifrån pojkrum, medan andra från bandspelare kopplade till sändare på till exempel Sundsbussarna mellan Helsingborg och Helsingör. Det förekom även piratsändningar från lokaltrafikens bussar i Helsingborg. Radiopiraterna har även stört ut Sveriges Radios sändningar på slavsändaren i Ängelholm. 1987 stördes Radio P4 Kristianstad på alla sändare, inklusive huvudsändaren i Hörby och slavsändarna, genom att en pirat kopplade upp en lågeffektssändare i en bil utanför radiostationen och sände på P3:s frekvens som återutsändes av radiostationen. Störningen gick förbi obemärkt på grund av att sändningen gick ut på huvudsändaren med SR P4:s RDS-kod.
Samma pirat bedrev senare piratsändningar i Malmö och Kävlinge under åren 1990-1992 på frekvenserna 100,8 och 104,5 MHz under namnet Action One. Radiostationen hade en egen studio och telefonnummer dit lyssnarna kunde ringa in. Formatet bestod av den senaste hitmusiken varvad av lokala DJ:s. Vid en del tillfällen sändes även pirat-TV genom att slavsändaren på Söderkulla i Malmö togs över. Sändningarna bestod främst av amerikanska VHS-kopior av de senaste filmerna samt material som spelats in från brittisk satellit-TV. Sändningarna upphörde sommaren 1992 då de inblandade greps i en razzia mot studion. Huvudmannen var den siste att dömas för piratradio i Sverige och dömdes till fängelse.
Närradiostationen Radio Nova i Vagnhärad inledde 1990 illegala reklamsändningar, vilket bidrog till att påskynda en ändring av radiolagen så att reklamfinansierad radio möjliggjordes.

### Webbkällor
- Piratradio i Nationalencyklopedins nätupplaga.